# Ким, Марина Евгеньевна
Мари́на Евге́ньевна Ким (род. 11 августа 1983, Ленинград) — российская телеведущая, журналистка и политик. Депутат государственной думы Российской Федерации VIII созыва от партии «Справедливая Россия — Патриоты — За правду». Член Президиума Центрального совета партии «Справедливая Россия — Патриоты — За правду». С 25 марта 2025 года – первый заместитель председателя Комитета Госдумы по информационной политике, информационным технологиям и связи.
Из-за вторжения России на Украину, а также за «распространение пропаганды» находится под международными санкциями всех стран Евросоюза и Швейцарии.

## Биография
Родилась 11 августа 1983 года в Ленинграде. Её отец — советский кореец, выросший в Кабардино-Балкарии, мать — русская, выросла в Прибалтике. У Марины есть старший брат. В детстве увлекалась хореографией, с 16 лет работала моделью, снималась в музыкальных клипах.
После окончания школы поступила в Санкт-Петербургский государственный университет на факультет Международных отношений (специальность «регионовед, специалист по европейским исследованиям»), где проучилась два курса. В 19 лет переехала в Москву, перевелась в МГИМО на факультет международных отношений, получила диплом специалиста по североамериканским исследованиям. Дипломная работа — «Факторы роста экономики США в период президентства Билла Клинтона». Прошла практику в комитете по международным делам Совета Федерации и институте США и Канады. Окончила курсы телеведущих в Институте повышения квалификации работников радио и телевидения. На пятом курсе МГИМО начала телевизионную карьеру.
В 2004 году стала ведущей программы «Рынки» на деловом канале «РБК», где специализировалась на аналитике азиатских фондовых индексов.
В 2007 году начала работать в программе «Вести» на телеканале «Россия» ведущей эфиров на Дальний Восток, затем — утренних и дневных выпусков передачи. С сентября 2008 года вела вечерние выпуски «Вестей» в 20:00 совместно с Эрнестом Мацкявичюсом. C 2012 года начала вести дневные выпуски той же телепередачи совместно с Александром Голубевым. Параллельно как корреспондент готовила серию репортажей и интервью для программ «Вести», «Вести в субботу», «Вести недели».
В 2012 году Ким приняла участие в седьмом сезоне программы «Танцы со звёздами», где вместе с партнёром Александром Литвиненко завоевала второе место. Весной 2013 года была ведущей развлекательной программы «Большие танцы крупным планом». В августе 2013 года выступила автором и ведущей документального фильма «Непарадный Пхеньян» для канала «Россия-24».
Была ведущей и модератором дискуссионной панели «Роль женщин в современной власти и экономике» на саммите АТЭС во Владивостоке в 2012, модератором нескольких дискуссий на Первом Международном форуме «Антиконтрафакт-2012» в Москве, модератором круглых столов и конференций в рамках Санкт-Петербургского экономического форума ПМЭФ-2013.
С 24 ноября 2013 по 16 марта 2014 года вела авторскую информационно-аналитическую программу «Вести-Москва. Неделя в городе».
С 12 сентября 2014 по 25 июля 2021 года вела «Доброе утро» на «Первом канале».
Являлась соавтором и соведущей Сергея Брилёва в документальном фильме «Пхеньян-Сеул. И далее…», вышедшем на канале «Россия-1» в 2015 году, об участии советских войск на Корейском полуострове.
В сентябре 2014 года перешла на «Первый канал», где стала одной из ведущих программы «Доброе утро». Периодически принимала участие в развлекательных проектах и ток-шоу телеканала («Без страховки», «Кто хочет стать миллионером?», «Главный котик страны»), вела праздничные концерты.
С 2015 по 2019 год комментировала в прямом эфире «Первого канала» первомайские демонстрации на Красной площади в паре с Сергеем Бабаевым.
В августе 2017 года сняла ряд коротких репортажей о жизни в Северной Корее для программы «Доброе утро», где рассказывалось о сравнительно неплохой жизни её населения. В январе 2018 года работала корреспондентом информационных программ «Первого канала» на экономическом форуме в Давосе, в марте того же года работала во время подсчёта голосов на президентских выборах.
С 3 сентября 2018 по 4 июля 2020 года — модератор ток-шоу «Большая игра» на «Первом канале». Продолжила выступать в качестве автора сюжетов, работая во время визита лидера КНДР Ким Чен Ына во Владивосток в апреле 2019 года. Также брала интервью у предпринимателя Александра Онищенко (28 декабря 2019) и режиссёра Оливера Стоуна (14 декабря 2020).

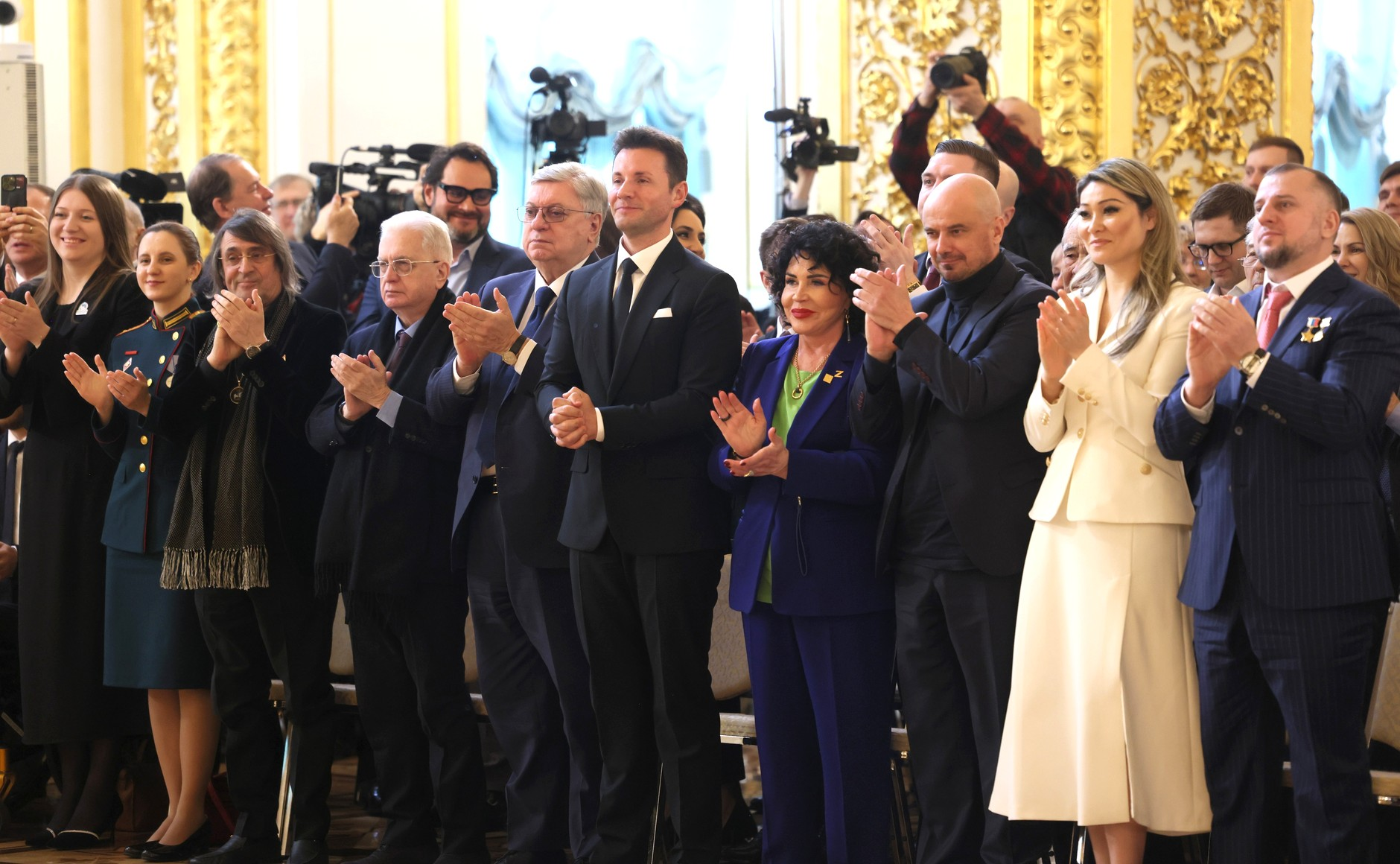
Марина Ким приветствует Владимира Путина с другими доверенными лицами, 20 марта 2024 года

20 декабря 2018 года принимала участие в ежегодной пресс-конференции Владимира Путина.
Весной 2021 года стала членом партии «Справедливая Россия — Патриоты — За правду». Секретарь Президиума Центрального совета партии по информационной политике, член Президиума Центрального совета. В мае 2021 года заявила о планах выдвинуть свою кандидатуру на выборах губернатора Хабаровского края. На выборах, прошедших 19 сентября, заняла второе место, уступив Михаилу Дегтярёву.
На деньги государственного Института развития интернета продюсировала документальный проект «Креативный класс», а летом 2023 года делала документальный сериал «Украинский фронт 360» в поддержку российского вторжения на Украину.
С 2023 года — ведущая программы «Новый мир» на канале «Соловьёв Live».
В 2024 году — доверенное лицо кандидата в президенты России Владимира Путина.
С 5 июня 2024 года — депутат Государственной Думы Федерального собрания восьмого созыва, после отказа всех семи региональных претендентов от принятия мандата.

## Санкции
16 декабря 2022 года, на фоне вторжения России на Украину, внесена в санкционный список Евросоюза за активное распространение официальной российской пропаганды о войне России против Украины, а также поддержку незаконных референдумов на оккупированных территориях Украины. По данным Евросоюза, Марина Ким отвечает за политику, которая угрожает территориальной целостности, суверенитету Украины, а также стабильности и безопасности в Украине. Также находится в санкционном списке Швейцарии.
15 января 2023 года внесена в санкционный список Украины. Предполагается блокировка активов на территории страны, приостановка выполнения экономических и финансовых обязательств, прекращение культурных обменов и сотрудничества, лишение украинских госнаград (ордена Богдана Ситулого) 

## Фильмография
В 2006 году снялась в главной роли вместе с Алексеем Чадовым в художественном фильме «Серко» французского режиссёра Жоэля Фаржа (фр. Joël Farges).

## Личная жизнь
Не замужем. Есть две дочери — Бриана (род. 5 мая 2014 года) и Дарина (род. 2 июля 2016 года). В начале ноября 2020 года родила сына. Первые двое детей родились в США.